# Futómuskátli
A futómuskátli vagy tiroli muskátli (Pelargonium peltatum) a gólyaorrvirágúak (Geraniales) rendjébe, ezen belül a gólyaorrfélék (Geraniaceae) családjába tartozó faj.

## Előfordulása
A futómuskátli őshazája Afrika déli része, főleg a Dél-afrikai Köztársaság. Azonban világszerte termesztik dísznövényként.

## Megjelenése
Ez a növény akár a 2 méteres magasságot is elérheti; az elágazásai meghajolnak, szétterülnek és ha alkalmuk adódik felkúsznak valamire - ez lehet tárgy vagy más növény. A vékony, kerek levelei kissé pozsgásnak mutatkoznak. A levélszárak, mindjárt a borostyánszerű levelek közepéből indul ki. A virágzatai 2-9 kis, rózsaszínű virágból áll. A virág 5 darab szirma 2 centiméter hosszú is lehet; rajtuk pedig sötétebb csíkozások vagy mintázatok láthatók. E muskátli kisebb levelei ehetők; ízre savanyúak.

## Fordítás
- Ez a szócikk részben vagy egészben  a   Pelargonium peltatum című angol Wikipédia-szócikk ezen változatának fordításán alapul.  Az eredeti cikk szerkesztőit annak laptörténete sorolja fel. Ez a jelzés csupán a megfogalmazás eredetét és a szerzői jogokat jelzi, nem szolgál a cikkben szereplő információk forrásmegjelöléseként.